# Cruz Martínez Esteruelas
Cruz Martínez Esteruelas (Hospitalet de Llobregat, 4 de febrero de 1932-Madrid, 17 de septiembre de 2000) fue un político y abogado español, ministro de Educación entre 1974 y 1975.

## Carrera política
Estudió Derecho en la Universidad de Deusto y en la Universidad de Madrid, donde se licenció en 1953. Ingresó por oposición en el cuerpo de abogados del Estado (1957) y posteriormente en el cuerpo de letrados de las Cortes (1960). En 1962 fue nombrado director general del Patrimonio del Estado y en 1965 delegado nacional-jefe de la asesoría jurídica de la Secretaría General del Movimiento, pasando a ocupar en 1958 el cargo de delegado nacional de Asociaciones del Movimiento. Fue director de la fundación Juan March entre 1970 y 1973, y secretario primero del Consejo Nacional del Movimiento desde 1971.
Ocupó el Ministerio de Planificación del Desarrollo en el XIII Gobierno de la dictadura del 11 de junio de 1973 al 3 de enero de 1974, siendo posteriormente ministro de Educación y Ciencia en el 14º Gobierno de la dictadura del 3 de enero de 1974 al 11 de diciembre de 1975. En el Ministerio de Educación impulsó el examen de selectividad.
En las elecciones generales de 15 de junio de 1977, fue candidato por Alianza Popular al Congreso de los Diputados por la provincia de Teruel, sin salir elegido. Posteriormente se dedicó a la abogacía y fue presidente de Industrias Químicas Procolor SA. 
En las elecciones generales de 1979 fue en las listas de Coalición Democrática, donde se encuadró Alianza Popular, por la provincia de Valencia, pero no consiguió hacerse con el escaño.
Falleció el 17 de septiembre de 2000 en Madrid, a los sesenta y ocho años de edad. Está enterrado en la localidad madrileña de Villaviciosa de Odón. Estuvo casado con Encarnación Oliveras Gajo, con quien tuvo tres hijos.
| Predecesor: Julio Rodríguez Martínez | Ministro de Educación y Ciencia 3 de enero de 1974-11 de diciembre de 1975 | Sucesor: Carlos Robles Piquer |